# Janusz Reiter

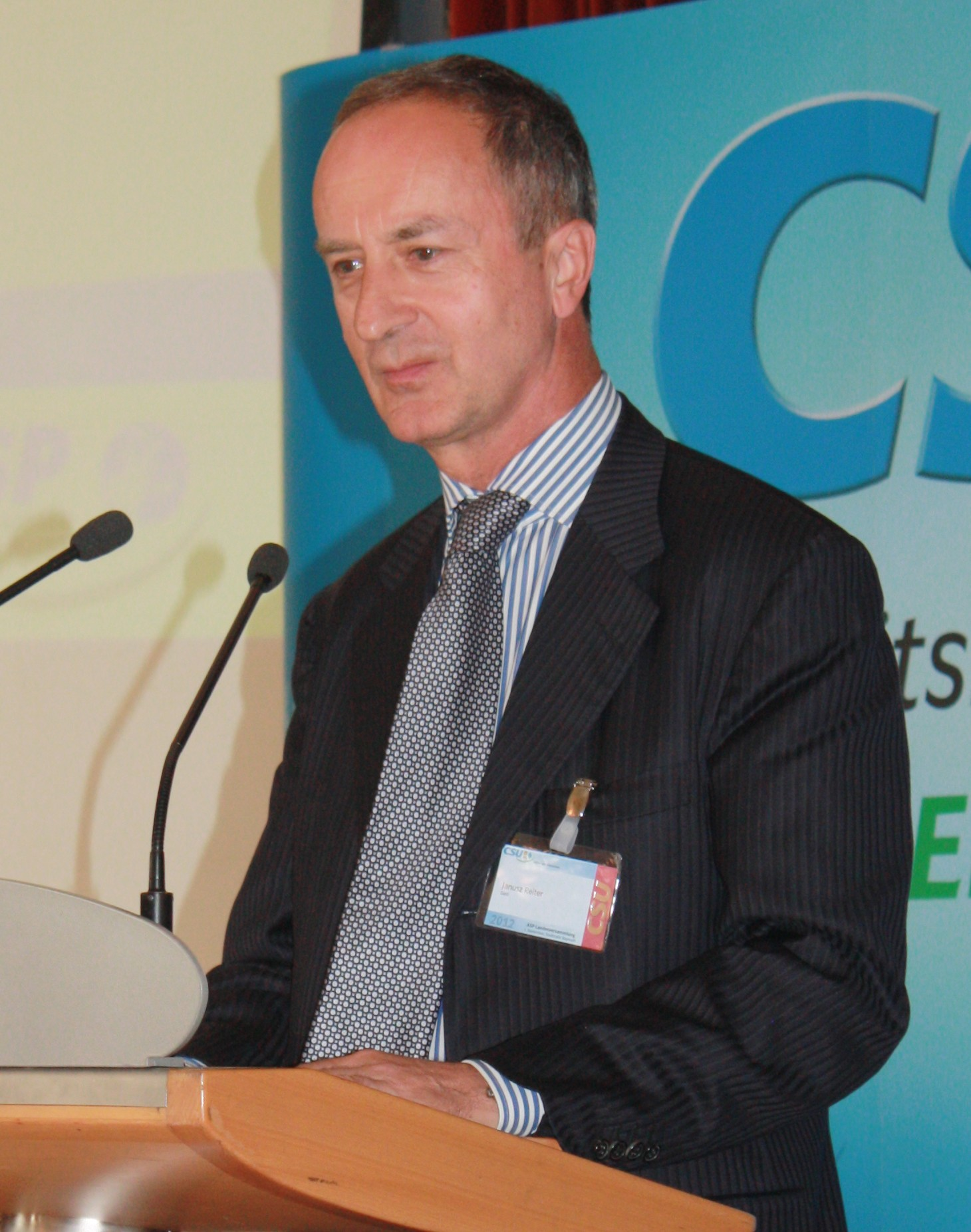
Janusz Reiter (2012)

Janusz Stanisław Reiter (* 6. August 1952 in Kościerzyna) ist ein polnischer Diplomat, Germanist und Publizist kaschubischer Herkunft. Reiter war von 1990 bis 1995 als Botschafter Polens in Deutschland und von 2005 bis 2007 als Botschafter in den USA tätig.

## Leben
Nach dem Abitur studierte Reiter in den 1970er Jahren in Warschau Germanistik. Sein Studium schloss er mit einer Magisterarbeit über Hermann Hesse ab. 1977 begann er als Redakteur für die polnische Tageszeitung Życie Warszawy zu arbeiten. Nach der Verhängung des Kriegsrechts in Polen 1981 durch General Wojciech Jaruzelski veröffentlichte Reiter unter Pseudonymen politische Artikel und beteiligte sich an der Arbeit diverser politischer Oppositionsgruppen. Bei dieser Tätigkeit lernte er den späteren Ministerpräsidenten Tadeusz Mazowiecki kennen, der ihn nach seiner Amtsübernahme 1989 zum Botschafter Polens in Deutschland ernannte. Als Botschafter war er in Bonn von 1990 bis 1995 tätig. 1996 gründete er das Zentrum für Internationale Beziehungen in Warschau und ist als Kommentator für die Tageszeitung Rzeczpospolita tätig.
Am 3. Oktober 2005 wurde er als Botschafter Polens in den USA vereidigt. Ende Oktober 2007 schied er aus diesem Amt. Zurzeit berät er die polnische Regierung als Klimabotschafter. Zudem ist er Mitglied des Aufsichtsrates im Energiekonzern Vattenfall.

## Auszeichnungen
- 1995 – Großes Verdienstkreuz mit Stern und Schulterband des Bundesverdienstkreuzes
- 2002 – Viadrina-Preis der Europa-Universität Viadrina in Frankfurt (Oder)
- 2023 – 2024 Fellowship am Hamburg Institute for Advanced Study